# حسين طالب
وهو الطبيب الجراح حسين طالب الذي وصفه الدكتور عامر هشام الصفار : (مصادر الطب العالمية تصف أسلوبه الجراحي بالسهل الممتنع).
ولقد توفي في دولة الإمارات العربية المتحدة يوم 15/2/2012 أستاذ الجراحة والطب الدكتور حسين طالب، بعد معاناة مع المرض أثقلت كاهله. وقد عانى الأستاذ طالب شأن العديد من مبدعي العراق وعلمائه من غربته في سنوات حياته الأخيرة، بعيدا عن وطنه وطلابه، بل ومرضاه الذين قضى سنوات عمره مطببّا لهم، وباحثا في شأن الصحة ومشاكل العراق الصحيّة، وما أكثرها في زمانه، وما أكثرها في زماننا الصعب هذا.
ولد الأستاذ الجرّاح حسين الحاج طالب في الناصرية جنوب العراق سنة 1920 فدرس في مدارسها مراحل الدراسة الابتدائية والمتوسطة، ثم ألتحق بالإعدادية المركزية ببغداد فتخرّج منها في عام 1938. وقد ألتحق بعد ذلك بكلية الطب بجامعة بغداد ليتخرّج منها في عام 1945. ونعلم أن من زملاء دورته تلك، كانت هذه الكوكبة من أسماء أطباء العراق بل قل أعلامه ومنهم: داود سلمان، أستاذ الأنف والأذن والحنجرة والدكتور الجراح خالد ناجي، الجراح المعروف، الذي وافته المنية قبل عدة سنوات بعد الأصابة بالجلطة الدماغية. وكان منهم كذلك الدكتور طالب الأستربادي والدكتورة لمعان أمين زكي طبيبة الأطفال.
وقد خدم الأستاذ حسين طالب في مستشفيات بغداد حينذاك ومنها مسستشفى الكرخ الملكي. وقد تخصص جرّاحا بعد دراسته في بريطانيا عام 1956. وعمل فترة في مصر ومستشفياتها كما سافر إلى أميركا وولاية كاليفورنيا تحديداً حيث المزيد من التدريب على علوم جراحة المجاري البولية. وعلى ذلك اعتبر الأستاذ طالب أول من مارس جراحة المجاري البولية اختصاصاً في العراق فأضاف لمسيرة العلم وأشفى مرضاه واجبا كان يفرح به دون كلل. وهكذا تجد البعض من زملائه الذين عرفوه عن قرب وخبروا أسلوب عمله الجراحي يصفوه بالسهل الممتنع، وهو لعمري كذلك.
ومن إنجازات أستاذ الجراحة حسين طالب انه كان أول من أهتم بجراحة أمراض السرطان في العراق فأدخل أسلوب العلاج الشعاعي في معالجة سرطانات المثانة على سبيل المثال. كما أستعمل المنظار النازل لتجويف البطن بحثا عن السرطان الخبيث تشخيصاً وعلاجاً. وأعلم أنه أهتم بعلاجات الأورام السرطانية التي تصيب العين فأستعمل الأدوية الكيميائية المتوفرة المعروفة حينذاك حيث يستهدف الشريان الدموي الذي يعتقد بكونه المغذي للورم.
ولم ينس الجرّاح حسين طالب أن يتعامل مع البلهارزيا المتوطنة في العراق، فركّز في مرحلة من مراحل حياته على علاقة مرض البلهارزيا بمرض سرطان الأمعاء الغليظة أو سرطان القولون.
ولجرّاحنا أسلوبه الخاص بتدريس مادة الجراحة لطلبة كلية الطب. فكان هو الحريص كل الحرص على أستعمال الوسائل الأيضاحية المتوفرة لديه لتقريب الفكرة من ذهن طلبته الذين كانوا يكّنون له الأحترام والتقدير. ومثل هذا التقدير كان يأتيه من علماء الجراحة الأجانب، الذين أخذوا موافقته لاستخدام بعض من صور حالاته المرضية في الكتب والمصادر الجراحة العالمية المعروفة. وأن كنت أنسى فلا أنسى كيف أن الأستاذ حسين طالب وبّخ زميلا لي في عام 1977 لأنه راح يكتب إعلانا للطلبة عن نشاط غير أساسي فأذا بالأستاذ حسين طالب يقول: أما يكفيكم لعب الطوبة (الكرة) أذهبوا وأقرأوا دروسكم جيداً.
كم أحوجنا في زماننا هذا لأستذكار أعلام الطب والجراحة في العراق، فهم النبراس الذي ينير الطريق. وفي الذكرى الدروس للمستقبل، فالتواصل يحصل بعد أستلهام العبر من مسيرة أساتذة مبدعين علما، وذوي أجتهاد مهني مشهود، أشاد به القاصي والداني